# دوبرجي (فورغ)
دوبرجي (بالفارسية: دوبرجی) هي قرية تقع في إيران في ناحية فورغ. يقدر عدد سكانها بـ 2,500 نسمة .